# Guatteria phanerocampta
Guatteria phanerocampta este o specie de plante angiosperme din genul Guatteria, familia Annonaceae, descrisă de Friedrich Ludwig Diels. Conform Catalogue of Life specia Guatteria phanerocampta nu are subspecii cunoscute.